# Dmitri Wiktorowitsch Schakulin
Dmitri Wiktorowitsch Schakulin (russisch Дмитрий Викторович Шакулин; englische Transkription Dmitry Viktorovich Shakulin; * 11. Mai 1968 in Kirow, RSFSR) ist ein russischer Basketballtrainer und ehemaliger -spieler. Als russischer Nationalspieler gewann Schakulin bei der EM-Endrunde 1993 die Silbermedaille und bei der EM 1997 die Bronzemedaille. Neben Stationen in seiner Heimat, wo er mit ZSKA Moskau 1997 und 1998 russischer Meister wurde, spielte er auch in Israel und beim deutschen Erstligisten SV Oberelchingen in der Basketball-Bundesliga. Nach seiner aktiven Karriere arbeitete Schakulin als Trainer, wobei er vornehmlich als Trainerassistent wirkte. Zu seinen größten Erfolgen als Trainerassistent zählten bislang der U20-Europameisterschaft 2005 sowie zahlreiche russische Meistertitel mit ZSKA Moskau.

## Karriere

### Spieler (1985 bis 2001)
Schakulin kam mit 14 Jahren aus seiner Heimatstadt in die damalige sowjetische Hauptstadt Moskau, wo er 1985 in den Seniorenkader des KGB-Sportklubs Dynamo aufrückte. Hier spielte er bis zum Ende der Sowjetunion und wechselte dann in der Saison 1992/93 erstmals ins Ausland zum israelischen Verein Beitar in Tel Aviv. Bei der EM-Endrunde 1993 stand er im Kader der russischen Nationalmannschaft, die jedoch das Endspiel knapp mit einem Punkt Unterschied gegen Gastgeber Deutschland verlor. Nach einem weiteren Jahr bei Dynamo in der Saison 1993/94 kehrte Schakulin nach Deutschland zurück und spielte in der Basketball-Bundesliga 1994/95 für den Aufsteiger SV Tally Oberelchingen. Dem Aufsteiger gelang überraschend der Sprung in die Play-offs um die Meisterschaft, in denen man in der ersten Runde Serienmeister Bayer Giants Leverkusen unterlag. Schakulin lag im Spieljahr 94/95 mit 21,9 Punkten pro Einsatz auf dem zweiten Platz der Bundesliga-Korbschützenliste.
In der darauffolgenden Saison 1995/96 errang Schakulin mit Dynamo Moskau die Vizemeisterschaft hinter Serienmeister ZSKA Moskau. Im Februar 1997 wechselte er schließlich selbst zu ZSKA, nachdem Dynamo Moskau aus finanziellen Gründen seinen professionellen Spielbetrieb zunächst einstellte, und gewann mit seinem neuen Verein die beiden folgenden Meisterschaften 1997 und 1998. Zudem gelang ihm erneut der Sprung in den Endrundenkader der Nationalmannschaft für eine Europameisterschafts-Endrunde. Bei der EM-Endrunde 1997 gewann er zusammen mit unter anderem Jewgeni Paschutin als Mannschaftskameraden das Viertelfinale gegen Gastgeber Spanien und erreichte nach einer Halbfinalniederlage gegen Italien die Bronzemedaille im „kleinen Finale“ gegen Griechenland. Für die Basketball-Bundesliga 1998/99 kehrte Schakulin nochmals nach Oberelchingen zurück, die diesmal als Elfer der Hauptrundentabelle noch in die Play-offs einzogen. Nach einem eher überraschenden Serienerfolg in der Qualifikationsrunde über Aufsteiger DJK Würzburg schied man in der Viertelfinalserie gegen den Rhöndorfer TV aus. Es folgte für Schakulin eine weitere Station in Israel bei Maccabi aus Rischon LeZion in der Saison 1999/2000, bevor er seine aktive Karriere bei Spartak aus Sankt Petersburg in der Saison 2000/01 beendete.

### Trainer (seit 2003)
Seit 2003 gehörte Schakulin dann dem Trainerstab seines alten Vereins Dynamo Moskau an, der 2001 reaktiviert, wieder der damaligen höchsten russischen Spielklasse Superleague Russland angehörte. Nach dem Rücktritt von Valdemaras Chomičius im November 2003 war Schakulin hier erstmals interimsweise auch Cheftrainer der professionellen Seniorenmannschaft, bevor der neue Trainer Zvi Sherf seinen Dienst antrat. In der folgenden Spielzeit mit Dynamos neuem Cheftrainer Waleri Tichonenko war er vor allem verantwortlich für den Nachwuchsbereich und assistierte auch Jewgeni Paschutin, als dieser mit der russischen U20-Nationalmannschaft erstmals nach dem Ende der Sowjetunion 2005 den Titel bei einer EM-Endrunde gewann. Anschließend arbeitete er in der Oblast Moskau für den Vorortverein Dynamo aus Ljuberzy. Hier musste er 2007 erneut interimsweise als Cheftrainer einspringen, als Trainer Paulauskas im Februar 2007 seinen Rücktritt erklärte. Er konnte jedoch nicht verhindern, dass Dynamo im Viertelfinale des FIBA EuroCup 2006/07 gegen CB Estudiantes Madrid ausschied. Für die folgende Saison änderte der Vorortverein Dynamo seinen Namen in Triumph, Schakulin wechselte jedoch zu einem weiteren Vorortverein nach Chimki als Assistent von Kęstutis Kemzūra. Zudem war er 2007 und 2008 erneut Assistent bei den Endrunden der U20-Junioreneuropameisterschaften, bei denen die russische Auswahl jedoch nicht an die Erfolge bei der Endrunde 2005 im eigenen Land anknüpfen konnte.
Nachdem Jewgeni Paschutin 2008 seinen langjährigen Assistentenposten bei ZSKA Moskau aufgab und Cheftrainer von Spartak St. Petersburg wurde, folgte ihm Schakulin auf den Posten beim russischen Meister nach, der unter Trainer Ettore Messina zuvor zum zweiten Mal den Titel im höchsten europäischen Vereinswettbewerb EuroLeague gewonnen hatte. Mit dem dominierenden russischen Verein ZSKA gewann Schakulin in der Folge auch alle russischen Meistertitel, musste jedoch auch bei dieser Mannschaft im November 2010 interimsweise als Cheftrainer einspringen, nachdem Duško Vujošević entlassen worden war. In dieser Position arbeitete er bis Ende Februar 2011, ohne der Mannschaft auf internationaler Ebene entscheidende Impulse geben zu können, und wurde schließlich als Cheftrainer von Jonas Kazlauskas wieder ersetzt. Zudem arbeitete Schakulin seit 2009 als Assistent von Nationaltrainer David Blatt, der mit der russischen Nationalmannschaft die Bronzemedaille bei der EM 2011 und den Olympischen Spielen 2012 gewann.